# Arabische Bäder (Girona)
Koordinaten: 41° 59′ 17,5″ N, 2° 49′ 32,7″ O

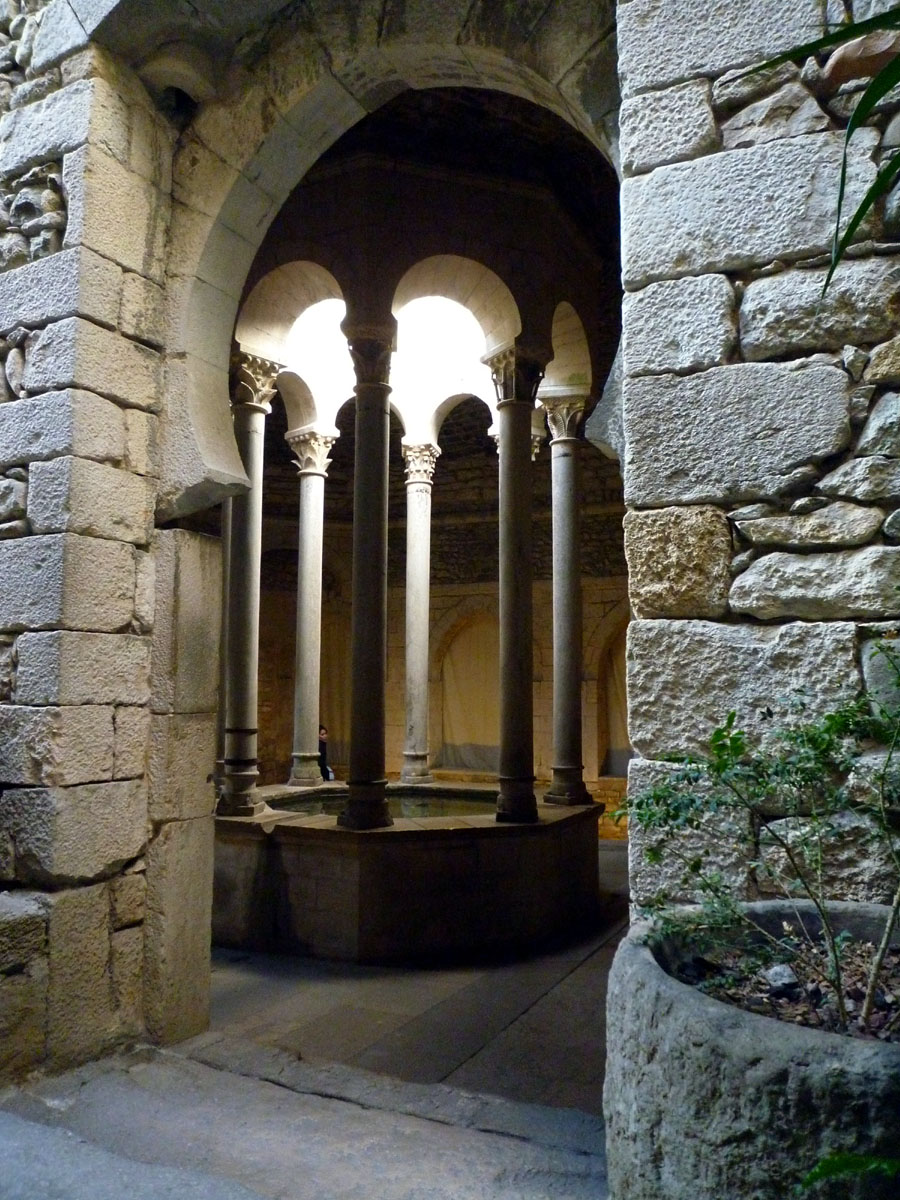
Blick in das Apodyterium

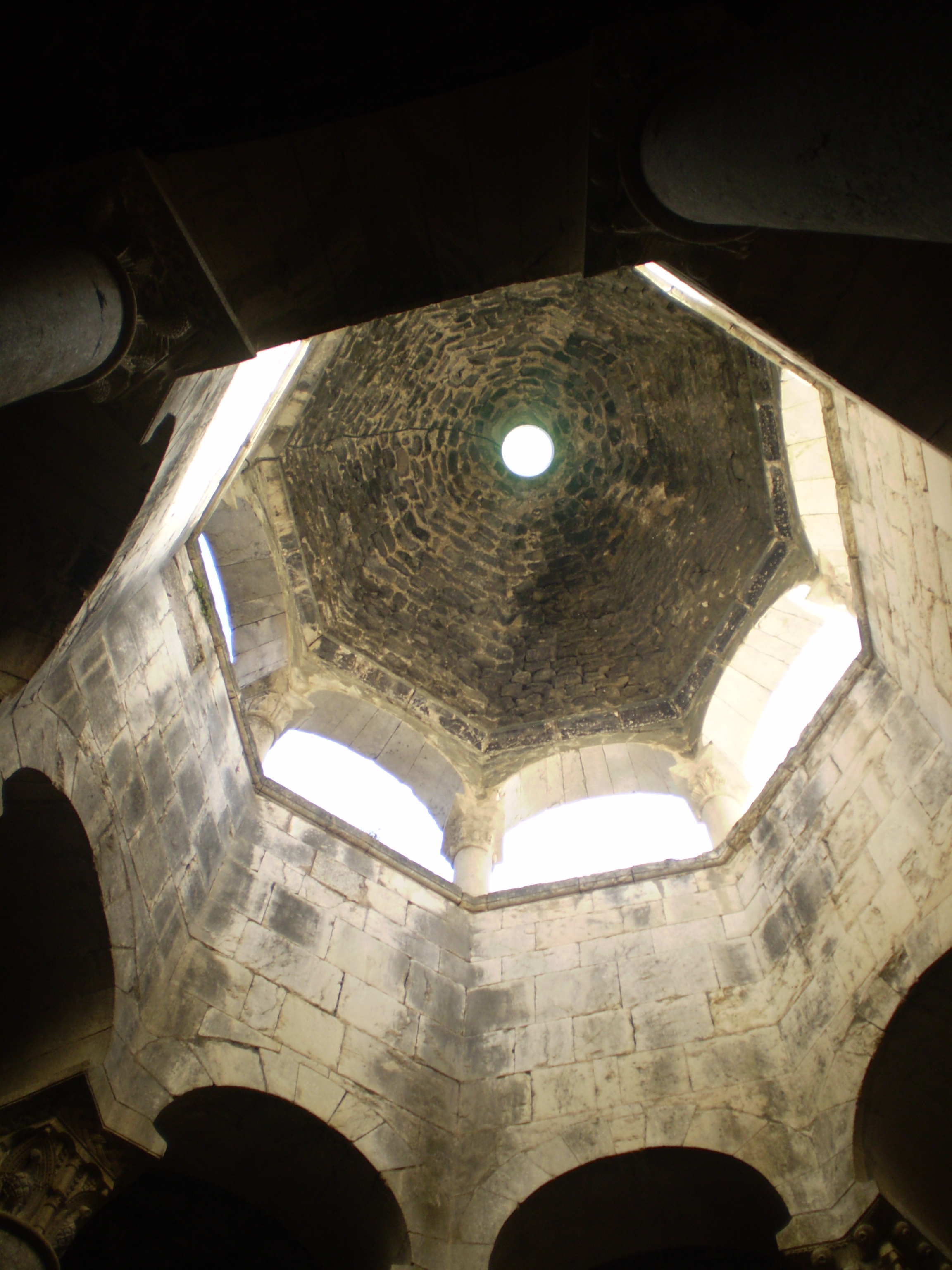
Laterne von innen

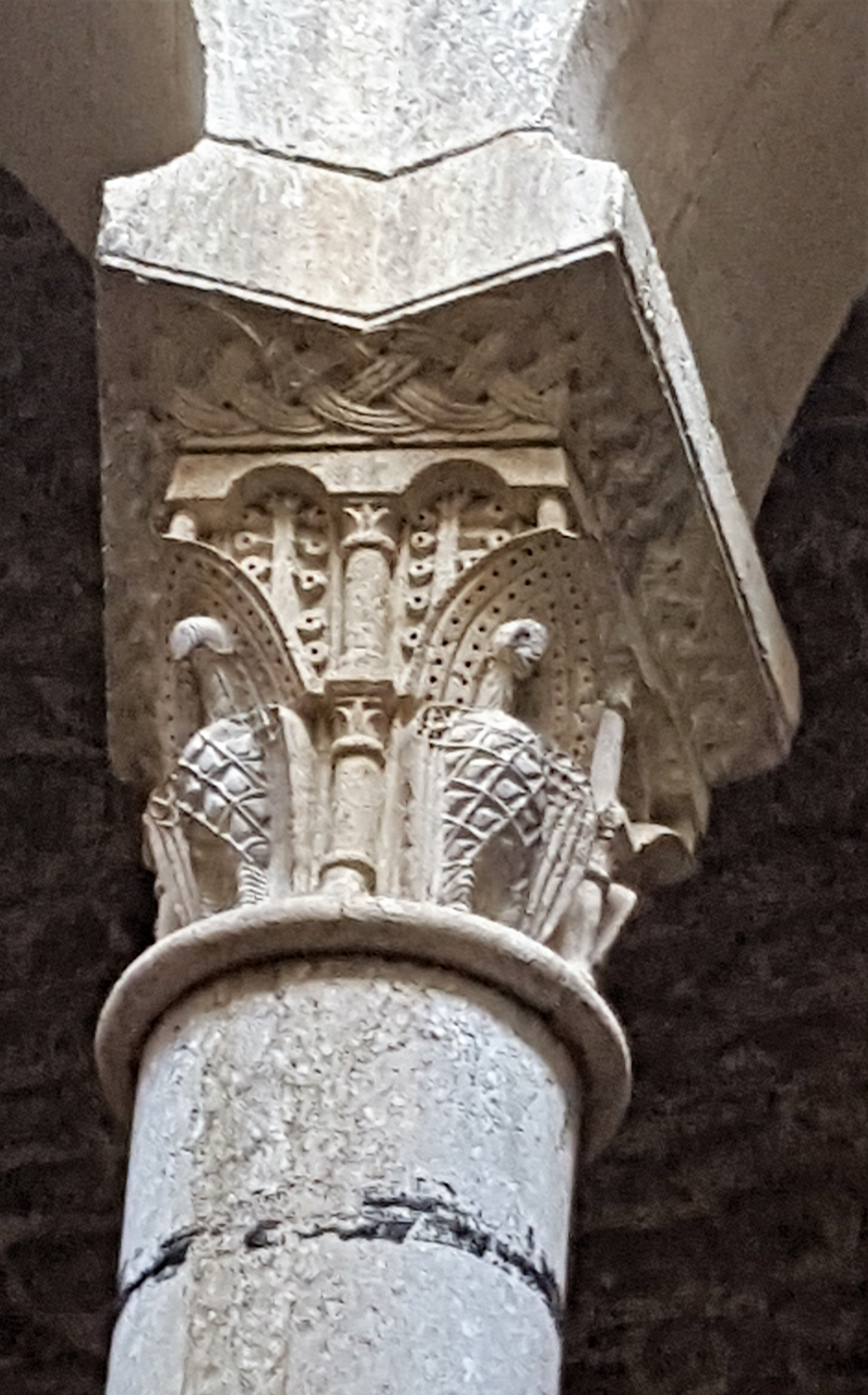
Kapitell im Apdyterium innerhalb der Laterne

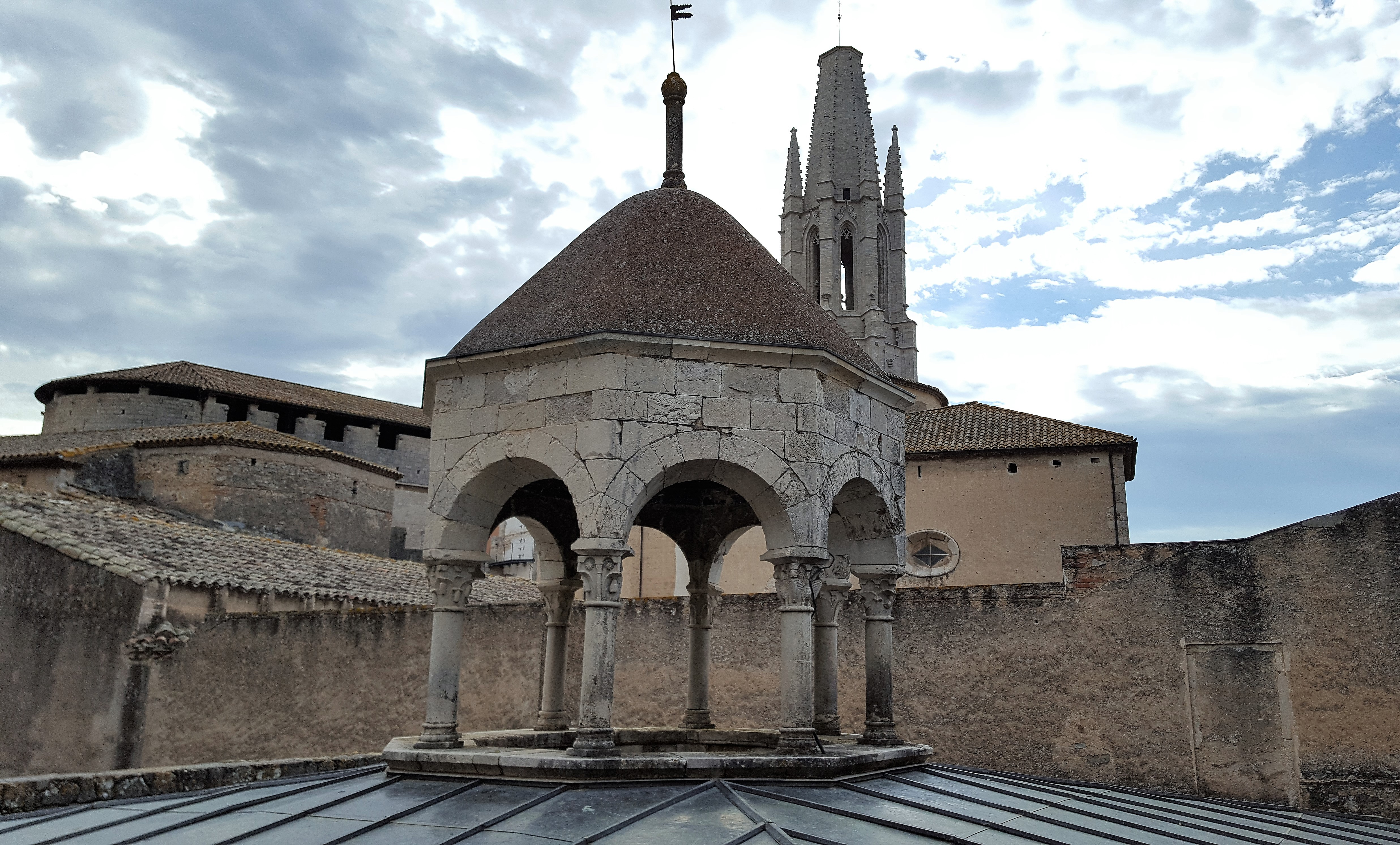
Laterne von außen

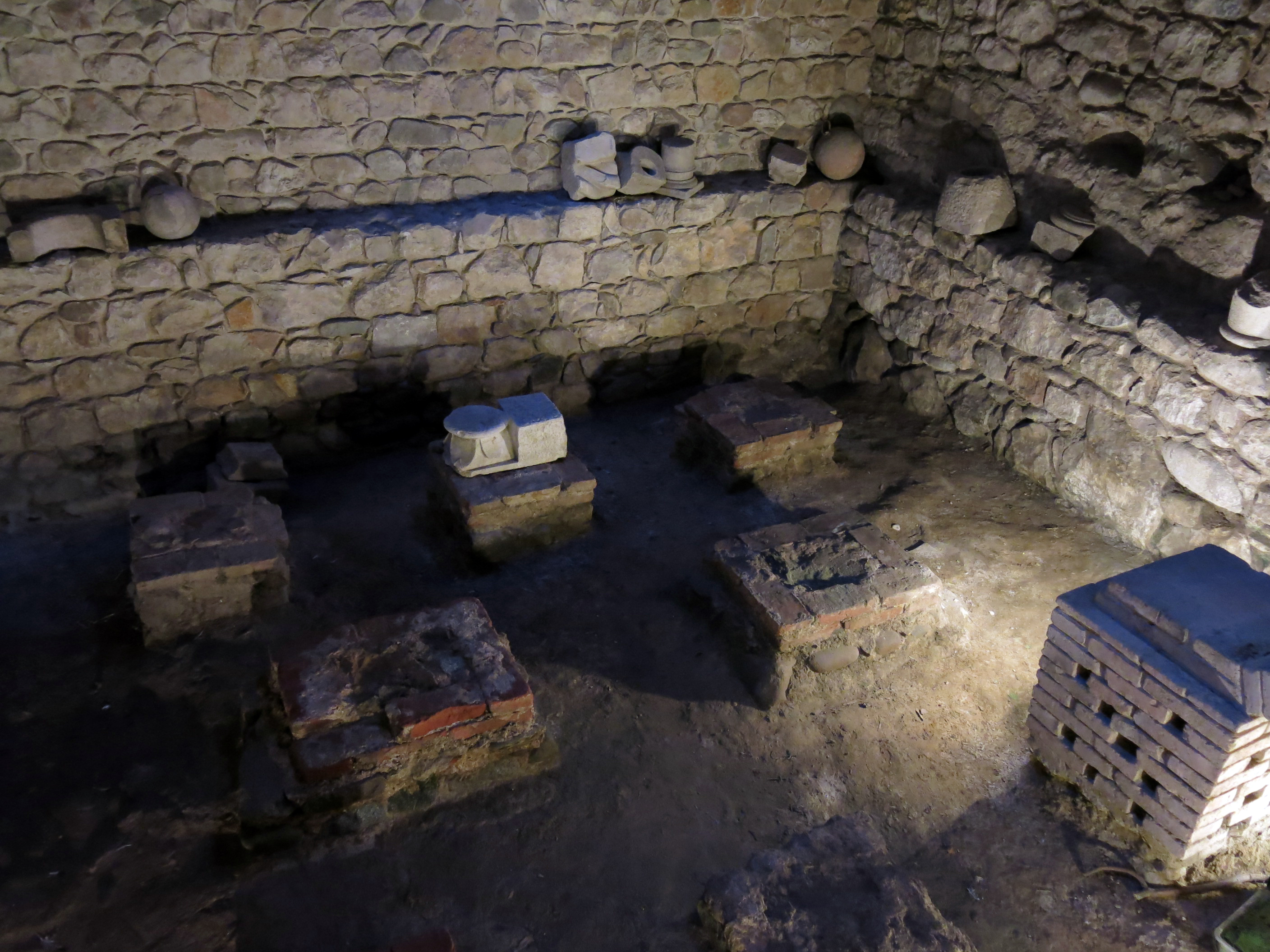
Fußbodenheizung des Tepidariums

Die Arabischen Bäder (katalanisch Banys àrabs, spanisch Baños árabes) in Girona, einer spanischen Stadt im Nordosten Kataloniens, wurden im späten 12. Jahrhundert errichtet. Im Jahr 1931 wurde die Badeanlage am Passeig Arqueològic zum Baudenkmal (Bien de Interés Cultural) erklärt.

## Baubeschreibung
Diese romanische Badeanlage wurde im Jahr 1294 an Stelle eines entsprechenden Vorgängerbaues aus dem späten 12. Jahrhundert für die christlichen Bewohner der Stadt Girona errichtet. Sie besteht aus vier Funktionsräumen. 
Der einführende Umkleideraum, das Apodyterium ist der charakteristischste Raum der gesamten Badeanlage. In der Mitte dieses Raumes befindet sich ein kleines oktogonales Wasserbecken, das von hohen Säulen mit wunderschönen Kapitellen umgeben wird. Die Säulen tragen eine Vulkansteinlaterne, also eine von Fenstern durchbrochene Kuppel. Die Kapitelle zeigen Natur- und Tierthemen, konkret Allegorien auf den Garten Eden und Tiergestalten der christlichen Symbolik.
Im folgenden Frigidarium, dem Kälteraum, wurden als erste Anwendung kühle Fußbäder oder Kaltwasserduschen genommen. Dieses Frigidarium wurde über doppelte Schwingtüren betreten, so dass der Raum wasserdicht abgeschlossen war und damit auch kühl blieb.
Im folgenden Tepidarium, dem Wärmeraum, konnten sich die Badegäste von der intensiven Kältebehandlung aufwärmen und sich auf das bevorstehende Hitzebad vorbereiten.
Im abschließenden Caldarium genießen die Badbenutzer ein Dampfbad. Die Hitze wurde in einem unterirdischen Ofen, dem sogenannten Hypokaustum, erzeugt. Sie wurde über einen in die Wand eingebauten Kanal, einen Mauerschacht, und über eine Fußbodenheizung in das Kaldarium geführt. Diese Wärmequelle heizte auch das Wasser in einem Wasserkessel (Caldera) auf und überführte es in die Dampfform. Die Temperatur im Kaldarium konnte 50 Grad Celsius überschreiten. Nachteil des Verfahrens war wohl eine starke Rauchentwicklung, die auch im Kaldarium merkbar gewesen sein dürfte.

## Geschichte
Die erste Erbauung einer Badeanlage an dieser Stelle fällt wohl in das 12. Jahrhundert. Der genaue Ursprung der Badeanlage ist nicht bekannt. Im Jahr 1194 wird die Anlage ersterwähnt. König Alfons II. (Alfons der Keusche) stellt einen Teil seiner Einnahmen aus dem Badebetrieb einer mit der benachbarten Kathedrale von Girona verbundenen Institution zur Verfügung. 1285 wurde diese erste Badanlage bei der französischen Invasion unter König Philipp, dem Kühnen zerstört. König Jakob II von Aragon beauftragte 1294 den Richter am königlichen Hof zu Girona Ramon de Taialà mit dem Wiederaufbau der Badeanlage. 1342 wurde Arnau Sarriera, der Leibarzt von Peter IV. Von Aragon, der Besitzer des Anwesens. 1416 verkaufte Pere Terrades die Hälfte der Badanlage mit angrenzenden Gebäuden an den Rektor der karitativen Institution Pia Almoina de Girona. Es scheint so, dass der Badebetrieb zu Ende des 14. Jahrhunderts mit dem Übergang der Anlage in Privatbesitz eingestellt wurde. 1618 wurde das Anwesen von Kapuzinern des Klosters Anunciació übernommen. Sie bauten es zu einem geschlossenen Konvent um. Die eigentliche Badeanlage wurde in dieser Zeit als Küche und Waschhaus zweckentfremdet. Im Jahr 1929 hat die Diputació de Girona die Anlage übernommen, die dann von 1930/31 durch die Architekten Rafael Masó, Jeroni Martorell und Emili Blanch grundlegend restauriert und 1932 für die Öffentlichkeit zugänglich gemacht wurde.

## Einordnung
Die Arabischen Bäder sind ein Nachbau nordafrikanischer Badeanlagen, wie man sie an vielen Orten im Mittelmeerraum findet. Sie nehmen eine arabische Tradition auf, was der Badeanlage im 19. Jahrhundert im Volksmund den Namen Arabische Bäder eingebracht hat. Während des Mittelalters wurden diese Bäder vorwiegend von Christen aus Girona genutzt, auch wenn im 13. und 14. Jahrhundert für Gironeser Juden ein separater Raum für rituelle Bäder in der Anlage eingerichtet war.